# Ciclón Bhola
El huracán (ciclon) Bhola de 1970 fue un devastador ciclón tropical que golpeó el antiguo Pakistán Oriental (actual Bangladés) y el estado de Bengala Occidental, India, el 13 de noviembre de 1970. Fue el ciclón tropical más mortal jamás registrado y uno de los desastres humanitarios más destructivos en tiempos modernos. Se calcula que hasta 500 000 personas perdieron su vida en la tormenta, principalmente debido a la marejada ciclónica que inundó gran parte de las tierras bajas del delta del Ganges. Este temporal fue la sexta tormenta ciclónica de la temporada de ciclones del océano Índico de 1970, y también el más fuerte de dicha temporada, alcanzando una fuerza equivalente a la categoría 4 de la Escala de huracanes de Saffir-Simpson.
El ciclón se formó a partir del tifón Nora que se había formado sobre el mar de la China Meridional y luego desplazado sobre la península de Malaca. Al avanzar sobre la bahía de Bengala, los remanentes de Nora contribuyeron a la formación de una nueva depresión en el centro de la bahía. El ciclón se formó el día 8 de noviembre y se desplazó hacia el norte mientras se intensificaba. Alcanzó un pico de 185 km/h el día 12, para tocar tierra en la costa de Pakistán Oriental esa misma noche. La marejada ciclónica arrasó muchas de las islas costeras, borrando del mapa poblados enteros y destruyendo cosechas en toda la región. La región más afectada de todas, el upazila de Tazumuddin en el estado bangladesí de Barisal, perdió el 45% de su población en un solo día.
El gobierno pakistaní fue duramente criticado por su manejo de las operaciones de ayuda humanitaria luego del desastre, tanto por los líderes políticos locales como por los medios internacionales. La oposición, la Liga Awami, obtuvo una victoria arrolladora en el estado, y esto, sumado a un continuo malestar entre Pakistán Oriental y el gobierno central, dispararon la Guerra de Liberación de Bangladés, que concluyó con la creación del Estado de Bangladés.

## Historia meteorológica
El 1 de noviembre, la tormenta tropical Nora se desarrolló sobre el Mar de China Meridional, en el Océano Pacífico Occidental. El sistema duró cuatro días, antes de degenerar en una baja remanente sobre el Golfo de Tailandia el 4 de noviembre, y posteriormente se desplazó hacia el oeste sobre la Península Malaya el 5 de noviembre de 1970. Los restos de este sistema contribuyeron al desarrollo de una nueva depresión en la Bahía de Bengala central en la mañana del 8 de noviembre. La depresión se intensificó a medida que avanzaba lentamente hacia el norte, y el Departamento Meteorológico de la India la convirtió en tormenta ciclónica al día siguiente. Ningún país de la región había nombrado ciclones tropicales durante este tiempo, por lo que no se le dio una nueva identidad. La tormenta se volvió casi estacionaria esa tarde cerca de 14,5° N, 87° E, pero comenzó a acelerar hacia el norte el 10 de noviembre.
La tormenta se intensificó aún más hasta convertirse en una tormenta ciclónica severa el 11 de noviembre y comenzó a girar hacia el noreste, a medida que se acercaba a la cabeza de la bahía. Desarrolló un ojo claro y alcanzó su intensidad máxima ese mismo día, con vientos sostenidos durante tres minutos de 185 km/h, vientos sostenidos durante un minuto de 240 km/h, y una presión central de 960 hPa. El ciclón tocó tierra en la costa de Pakistán Oriental durante la tarde del 12 de noviembre, aproximadamente a la misma hora que la marea alta local. Una vez en tierra, el sistema comenzó a debilitarse; la tormenta se degradó a ciclónica el 13 de noviembre, cuando se encontraba a unos 100 km (62,1 mi) al sursureste de Agartala. La tormenta se debilitó rápidamente hasta convertirse en una baja remanente sobre el sur de Assam esa noche.

## Preparativos

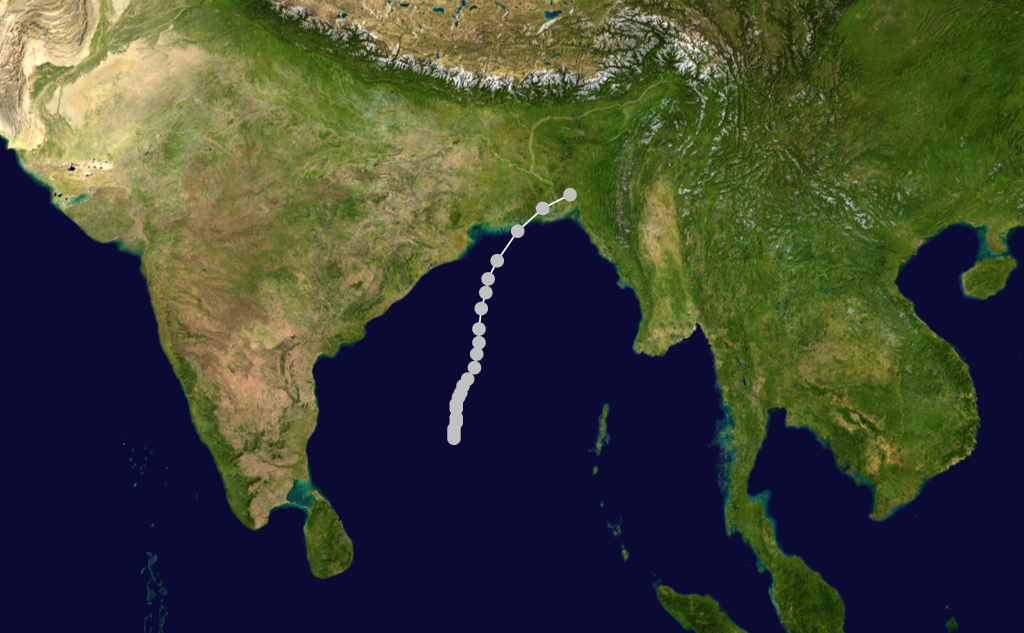
Trayectoria del Ciclón Bhola.

Hay dudas sobre cuánta de la información sobre el ciclón que se dice que recibieron las autoridades meteorológicas indias se transmitió a las autoridades de Pakistán Oriental. Esto se debe a que es posible que los servicios meteorológicos indios y paquistaníes orientales no compartieran información dadas las fricciones indo-paquistaníes de la época. Al parecer, la tormenta cogió por sorpresa a gran parte de la población. Hubo indicios de que el sistema de alerta de tormentas de Pakistán Oriental no se utilizó correctamente, lo que probablemente costó decenas de miles de vidas. El Departamento Meteorológico de Pakistán emitió un informe en el que pedía "preparación ante el peligro" en las regiones costeras vulnerables durante el día 12 de noviembre. A medida que la tormenta se acercaba a la costa, se emitió una "señal de gran peligro" en Radio Pakistán. Los supervivientes dijeron más tarde que esto significaba poco para ellos, pero que habían reconocido una señal de alerta nº 1 como la que representaba la mayor amenaza posible.
Tras dos ciclones destructivos en octubre de 1960 que mataron al menos a 16 000 personas en Pakistán Oriental, el gobierno central pakistaní se puso en contacto con el gobierno estadounidense para solicitar ayuda en el desarrollo de un sistema que evitara futuros desastres. Gordon Dunn, entonces director del Centro Nacional de Huracanes, realizó un estudio detallado y presentó su informe en 1961. Sin embargo, el gobierno central no llevó a cabo todas las recomendaciones que Dunn había enumerado.

## Impacto
Aunque el océano Índico septentrional es la menos activa de las cuencas de ciclones tropicales, la costa del golfo de Bengala es especialmente vulnerable a los efectos de los ciclones tropicales. El número exacto de víctimas del ciclón Bhola nunca se conocerá, pero al menos 300 000 víctimas mortales se asociaron a la tormenta, Sin embargo, el ciclón no fue el más potente de todos; el ciclón de Bangladés de 1991 fue mucho más fuerte cuando tocó tierra en la misma zona general, como Categoría 5 en la escala Saffir-Simpson, equivalente a un ciclón con vientos de 260 km/h.
El ciclón Bhola es el ciclón tropical más mortífero del que se tiene constancia y también uno de los más mortíferos de la historia moderna. Un número comparable de personas murieron como consecuencia del terremoto de Tangshan de 1976, el terremoto del océano Índico de 2004 y el terremoto de Haití de 2010, pero debido a la incertidumbre en el número de muertes en los cuatro desastres puede que nunca se sepa cuál fue el más mortífero.

### Bangladés
La estación meteorológica de Chittagong, 95 km al este de donde tocó tierra la tormenta, registró vientos de 144 km/h antes de que su anemómetro se volara hacia las 2200 UTC del 12 de noviembre. Un barco anclado en el puerto de la misma zona registró una racha máxima de 222 km/h unos 45 minutos más tarde. Al tocar tierra, la tormenta provocó una marea de tempestad elevada en el delta del Ganges. En el puerto de Chittagong, la marea de tormenta alcanzó un máximo de unos 4 m por encima del nivel medio del mar, de los cuales 1,2 m correspondían a la marea de tormenta.
Radio Pakistán informó de que no había supervivientes en las trece islas cercanas a Chittagong. Un vuelo sobre la zona mostró que la devastación era total en toda la mitad sur de la isla de Bhola, y que los cultivos de arroz de la isla de Bhola, la isla de Hatia y la cercana costa continental estaban destruidos. Varios buques de navegación marítima en los puertos de Chittagong y Mongla fueron dañados, y los aeropuertos de Chittagong y Cox's Bazar estuvieron bajo 1 m agua durante varias horas.
Más de 3,6 millones de personas se vieron directamente afectadas por el ciclón, y los daños totales de la tormenta se estimaron en US$86,4 millones (US$450 millones en dólares de 2006). Los supervivientes afirmaron que aproximadamente el 85% de las viviendas de la zona quedaron destruidas o gravemente dañadas, y que la mayor destrucción se produjo a lo largo de la costa. El 90% de los pescadores marinos de la región sufrieron grandes pérdidas, incluida la destrucción de 9000 barcos de pesca de altura. De los 77 000 pescadores de tierra, 46 000 murieron a causa del ciclón, y el 40% de los supervivientes resultaron gravemente afectados. En total, aproximadamente el 65% de la capacidad pesquera de la región costera quedó destruida por la tormenta, en una región donde cerca del 80% de las proteínas consumidas proceden del pescado. Los daños agrícolas fueron igualmente graves, con la pérdida de cultivos por valor de 63 millones de dólares y 280 000 cabezas de ganado. Tres meses después de la tormenta, el 75% de la población recibía alimentos de los trabajadores de socorro, y más de 150 000 personas dependían de la ayuda para la mitad de su alimentación.

### India
El ciclón trajo lluvias generalizadas a las islas Andamán y Nicobar, con lluvias muy fuertes que cayeron en algunos lugares el 8 - 9 de noviembre. Port Blair registró 130 mm de lluvia el 8 de noviembre, y se produjeron varias inundaciones en las islas. El MV Mahajagmitra, un carguero de 5500 toneladas en ruta de Calcuta a Kuwait, fue hundido por la tormenta el 12 de noviembre con la pérdida de las cincuenta personas a bordo. El barco envió una señal de socorro e informó de que había experimentado vientos huracanados antes de hundirse. También hubo lluvias generalizadas en Bengala Occidental y el sur de Assam. La lluvia causó daños en viviendas y cultivos en ambos estados indios, y los peores daños se produjeron en los distritos más meridionales.

### Número de muertos
El Laboratorio de Investigación sobre el Cólera Pakistán-SEATO llevó a cabo dos estudios de socorro médico: el primero en noviembre y el segundo en febrero y marzo. El objetivo de la primera encuesta era determinar las necesidades médicas inmediatas en las regiones afectadas, mientras que la segunda, más detallada, se diseñó como base para la planificación de la ayuda y la recuperación a largo plazo. En la segunda encuesta se estudió aproximadamente el 1,4% de la población de la zona.
El primer estudio concluyó que el agua superficial de la mayoría de las regiones afectadas tenía un contenido en sal comparable al de la extraída de los pozos, excepto en Sudharam, donde el agua era casi impotable, con un contenido en sal de hasta el 0,5%. La mortalidad se estimó en un 14,2%, lo que equivale a 240 000 muertos. La morbilidad relacionada con los ciclones se limitó en general a lesiones leves, pero se observó un fenómeno denominado "síndrome del ciclón". Consistía en abrasiones graves en las extremidades y el tórax causadas por los supervivientes que se aferraban a los árboles para resistir el oleaje de la tormenta. Inicialmente, se temió un brote de cólera y fiebre tifoidea en las semanas posteriores a la tormenta, pero el estudio no encontró pruebas de una epidemia de cólera, viruela o cualquier otra enfermedad en la región afectada por la tormenta.
Es probable que los totales de la segunda encuesta fueran una subestimación considerable, ya que no se incluyeron varios grupos. No se incluyó a los 100 000 trabajadores emigrantes que recogían la cosecha de arroz, a las familias que quedaron completamente aniquiladas por la tormenta ni a los que habían emigrado fuera de la región en los tres meses. La exclusión de estos grupos redujo el riesgo de habladurías y exageraciones. La encuesta concluyó que el número total de muertos era, como mínimo, de 224 000 personas. Los peores efectos se sintieron en Tazumuddin, donde la mortalidad fue del 46,3%, lo que corresponde aproximadamente a 77 000 muertes sólo en Thana. La mortalidad media en toda la región afectada fue del 16,5%.
Los resultados mostraron que la mayor tasa de supervivencia correspondía a varones adultos de entre 15 y 49 años, mientras que más de la mitad de los fallecidos eran niños menores de 10 años, que sólo formaban un tercio de la población anterior al ciclón. Esto sugiere que los jóvenes, los ancianos y los enfermos corrían el mayor riesgo de perecer en el ciclón y su marejada. En los meses posteriores a la tormenta, la mortalidad de las personas de mediana edad fue menor en la zona del ciclón que en la región de control, cerca de Dhaka. Esto reflejaba el efecto de la tormenta en los individuos menos sanos.